# Jentry Chau contra el inframundo
Jentry Chau contra el inframundo (en inglés: Jentry Chau vs. The Underworld) es una serie de televisión animada estadounidense de acción sobrenatural, creada por Echo Wu para Netflix. Está protagonizada por Jentry Chau (Ali Wong), una adolescente con superpoderes que deberá combatir a las fuerzas del reino de los muertos que amenazan Riverfork, Texas. Aunque pretende llevar una vida normal en el instituto, se ve obligada a entrenar su don con la ayuda de su tía-abuela Gugu (Lori Tan Chinn) y de un jiang shi, Ed (Bowen Yang). El universo sobrenatural de la obra está inspirado en personajes y leyendas de la mitología china.
La primera temporada se estrenó el 5 de diciembre de 2024 en Netflix.

## Premisa

### Sinopsis
Jentry Chau es una joven sinoestadounidense con dones sobrenaturales que vive en una ciudad ficticia llamado Riverfork (Texas). Huérfana desde pequeña, cuando tenía 8 años provocó sin querer un grave incendio con su poder. Después de pasar la infancia en Corea del Sur reprimiendo sus recuerdos, al cumplir 16 años tiene que regresar a Estados Unidos porque un temible demonio del reino de los muertos, el Sr. Cheng, pretende acabar con ella para arrebatarle los poderes. Con la ayuda de su tía-abuela, la sacerdotisa taoísta Gugu, y del joven vampiro chino Ed, la protagonista aprenderá a controlar sus habilidades para cerrar el portal al inframundo que se ha abierto en Riverfork, mientras lidia con los problemas de la adolescencia en su nuevo instituto.

### Características
Jentry Chau contra el inframundo combina elementos de acción, horror, comedia y ficción sobrenatural. En cada episodio, Jentry aprende a controlar sus poderes, lucha contra las amenazas del inframundo y afronta problemas cotidianos de la adolescencia. Todos los fenómenos extraños de la historia están relacionados con personajes y conceptos de la mitología china.
La serie transcurre en el pueblo ficticio de Riverfork, especialmente en su instituto de secundaria, donde Jentry entabla amistad con compañeros de clase como Kit, Michael y Stella. La protagonista quiere llevar una vida normal, pero a medida que avanza la trama, descubre más detalles sobre los orígenes del don y tendrá que enfrentarse a sus propios demonios.

## Reparto

### Principales
- Ali Wong como Jentry Chau;[6] una adolescente sinoestadounidense de 16 años de personalidad amistosa, amable e insegura por los traumas del pasado. Sus poderes se activan en situaciones de estrés y le permiten atacar con energía vital, ver a otros espíritus, entrar en combustión, teletransportarse y levitar. Además es experta en combate cuerpo a cuerpo.
- Lori Tan Chinn como Flora Chau «Gugu»;[6] es la tía-abuela de Jentry y su mentora. En el primer capítulo es asesinada por el Sr. Cheng, pero su espectro permanece siempre con Jentry a lo largo de la serie. Conoce la naturaleza del inframundo; en su casa de Riverfork tiene un espacio oculto con armas para combatir a los demonios.
- Bowen Yang como Ed;[6] un jiang shi enviado por el Sr. Cheng para atrapar a Jentry Chau. Temeroso de la venganza de su amo por no cumplir la misión, acaba siendo un aliado de la protagonista. Tras instalarse en la Tierra aspira a convertirse en una celebridad de internet.
- Greg Chun como Sr. Cheng;[6] es un espectro del reino de los muertos, corrompido por un espíritu maligno —mogwai—, que quiere hacerse con los poderes de Jentry Chau para resucitar a su hija. El mogwai que le ha poseído es el principal antagonista.

### Recurrentes
- A.J. Beckles como Michael;[6] un joven afroamericano que ha vivido siempre en Riverfork y es amigo de Jentry desde la infancia. Compagina los estudios con su trabajo en un restaurante. También juega como receptor en el equipo de fútbol americano del instituto.
- Cristina Milizia como Stella;[6] es una chica de origen amerindio y la mejor amiga de Jentry desde que se matricula en el instituto. También es la primera novia de Michael.
- Kim Woo-sung como Kit;[6] en apariencia es un joven coreano-estadounidense que está enamorado de Jentry Chau. No obstante, se trata de un cambiante —huapi o piel pintada— enviado por el Sr. Cheng para robarle los poderes, bajo la promesa de que podrá convertirle en un ser mortal con alma.[5]
- Lucy Liu como Moonie Chau; la madre de Jentry.[6]
- Jimmy O. Yang como Peng Chau, el padre de Jentry.[6]

## Producción
La creadora de Jentry Chau contra el inframundo es Echo Wu, una animadora estadounidense de origen chino, graduada en el Instituto de Arte y Diseño de Ringling y que previamente había codirigido el corto The Wishgranter, plata en los Premios Óscar Estudiantil de 2017. Para lanzar su debut contó con la ayuda de dos productores ejecutivos: la actriz Ali Wong y el guionista Aron Eli Coleite. Wong ya había colaborado con Netflix en varias ocasiones, entre ellas la coproducción de la galardonada serie Bronca, mientras que Coleite estuvo involucrado en el desarrollo de Locke & Key y Daybreak.
Wu había ideado desde 2018 una historia que mezclase experiencias cotidianas de la adolescencia con ficción sobrenatural inspirada en la mitología china. En un primer momento planteó una serie humorística protagonizada por una chica con poderes y un vampiro chino, cuyos diseños dieron origen a Jentry y Ed respectivamente. El pueblo ficticio de Riverfolk está inspirado en la infancia de Wu en Carrollton (Texas). Con el paso del tiempo se dotó a la obra de mayor profundidad para que la protagonista afrontase conflictos personales y familiares relacionados con su don.En 2020, en plena pandemia de COVID-19, Wu presentó su proyecto a varios estudios. Según ha confirmado Kal Athannassov, director artístico de la serie, Netflix se hizo con los derechos a finales de 2020 y la producción se puso en marcha en marzo de 2022.
La animación corrió a cargo del estudio Titmouse, quienes ya habían trabajado con Netflix en Big Mouth y The Midnight Gospel entre otras series. Wu ha citado como inspiración a la animación influenciada por el anime y también a dibujos con trama sobrenatural, entre ellos Más allá del jardín y Gravity Falls.
En marzo de 2023, Netflix anunció públicamente el desarrollo de Jentry Chau y el elenco de actores de voz que iban a participar, entre ellos Ali Wong como protagonista. En octubre de 2024 se publicó un primer tráiler con la fecha de lanzamiento. Finalmente, la serie se estrenó a nivel mundial dos meses después, el 5 de diciembre de 2024, con una primera temporada de 13 episodios.

## Episodios
| Temporada | Temporada | Episodios | Estreno original       | Estreno original       | Ref.  |
| Temporada | Temporada | Episodios | Comienzo               | Final                  | Ref.  |
| --------- | --------- | --------- | ---------------------- | ---------------------- | ----- |
|           | 1         | 13        | 5 de diciembre de 2024 | 5 de diciembre de 2024 | [ 4 ] |